# Lijst van gemeenten in Kars
Onderstaande lijst bevat alle gemeenten (2000) in de Turkse provincie Kars.
| District  | Gemeente  |
| --------- | --------- |
| Akyaka    | Akyaka    |
| Arpaçay   | Arpaçay   |
| Arpaçay   | Koçköy    |
| Digor     | Dağpınar  |
| Digor     | Digor     |
| Kağızman  | Kağızman  |
| Kars      | Kars      |
| Sarıkamış | Sarıkamış |
| Selim     | Selim     |
| Susuz     | Susuz     |